# Абараш-Баш
Абараш-Баш, Абарашбаш (башк. Абарашбаш) — гора на Южном Урале, в Белорецком районе Башкортостана, высшая вершина хребта Аваляк. Расположена в юго-западной части хребта, на территории природного парка Иремель. Ближайший населённый пункт — село Тюлюк в Челябинской области, расположенное в 15,5 км на северо-запад.
Абсолютная высота 1292 м. Основные слагающие гору породы — кварциты и кварцито-песчаники. Склоны крутизной до 20-25 градусов покрыты внизу смешанным берёзово-еловым лесом. Выше расположены каменные россыпи, редколесья, участки горного луга. На северо-восточном склоне две группы скальных выходов. Примерно в 2 км на юго-запад от горы находится другая вершина хребта — Большой Аваляк. У северного подножия протекает река Тыгын, приток Большого Авняра. Долина Тыгына отделяет Абараш-Баш от горы Большой Иремель.